# Liste der Gemeinden im Département Vaucluse

Lage des Départements Vaucluse

Das Département Vaucluse liegt in der Region Provence-Alpes-Côte d’Azur in Frankreich. Es untergliedert sich in drei Arrondissements mit 151 Gemeinden (frz. communes) (Stand 1. Januar 2017).
| Code INSEE | PLZ   | Gemeinde                     | Einwohner (Stand 1. Januar 2022) | Fläche in km² | Einwohner je km² | Kanton seit 30. März 2015 Kanton bis zum 29. März 2015                           | Arrondissement seit 2017 Arrondissement bis 2016 | Gemeindeverband                           |
| ---------- | ----- | ---------------------------- | -------------------------------- | ------------- | ---------------- | -------------------------------------------------------------------------------- | ------------------------------------------------ | ----------------------------------------- |
| 84001      | 84210 | Althen-des-Paluds            | 2881                             | 6,40          | 450              | Monteux Carpentras-Sud                                                           | Carpentras                                       | Les Sorgues du Comtat                     |
| 84002      | 84240 | Ansouis                      | 1066                             | 17,63         | 60               | Pertuis Cavaillon                                                                | Apt                                              | Territoriale Sud-Luberon                  |
| 84003      | 84400 | Apt                          | 10.297                           | 44,57         | 231              | Apt                                                                              | Apt                                              | Pays d’Apt-Luberon                        |
| 84004      | 84810 | Aubignan                     | 5962                             | 15,70         | 380              | Carpentras Carpentras-Nord                                                       | Carpentras                                       | Ventoux-Comtat-Venaissin                  |
| 84005      | 84390 | Aurel                        | 186                              | 28,90         | 6                | Pernes-les-Fontaines Sault                                                       | Carpentras                                       | Ventoux-Sud                               |
| 84006      | 84400 | Auribeau                     | 70                               | 7,50          | 9                | Apt                                                                              | Apt                                              | Pays d’Apt-Luberon                        |
| 84007      | 84000 | Avignon                      | 91.760                           | 64,91         | 1414             | Avignon-1 Avignon-2 Avignon-3 Avignon-Est Avignon-Nord Avignon-Ouest Avignon-Sud | Avignon                                          | Grand Avignon                             |
| 84012      | 84190 | Beaumes-de-Venise            | 2428                             | 18,89         | 129              | Monteux Beaumes-de-Venise                                                        | Carpentras                                       | Ventoux-Comtat-Venaissin                  |
| 84013      | 84220 | Beaumettes                   | 308                              | 2,59          | 119              | Apt Gordes                                                                       | Apt                                              | Luberon Monts de Vaucluse                 |
| 84014      | 84120 | Beaumont-de-Pertuis          | 1102                             | 56,07         | 20               | Pertuis                                                                          | Apt                                              | Territoriale Sud-Luberon                  |
| 84015      | 84340 | Beaumont-du-Ventoux          | 307                              | 28,16         | 11               | Vaison-la-Romaine Malaucène                                                      | Carpentras                                       | Ventoux-Comtat-Venaissin                  |
| 84016      | 84370 | Bédarrides                   | 5521                             | 24,79         | 223              | Sorgues Bédarrides                                                               | Avignon                                          | Les Sorgues du Comtat                     |
| 84017      | 84410 | Bédoin                       | 3077                             | 91,03         | 34               | Pernes-les-Fontaines Mormoiron                                                   | Carpentras                                       | Ventoux-Comtat-Venaissin                  |
| 84018      | 84570 | Blauvac                      | 555                              | 20,80         | 27               | Pernes-les-Fontaines Mormoiron                                                   | Carpentras                                       | Ventoux-Sud                               |
| 84019      | 84500 | Bollène                      | 13.871                           | 54,03         | 257              | Bollène                                                                          | Carpentras Avignon                               | Rhône Lez Provence                        |
| 84020      | 84480 | Bonnieux                     | 1166                             | 51,12         | 23               | Apt Bonnieux                                                                     | Apt                                              | Pays d’Apt-Luberon                        |
| 84021      | 84390 | Brantes                      | 86                               | 28,18         | 3                | Vaison-la-Romaine Malaucène                                                      | Carpentras                                       | Vaison Ventoux                            |
| 84022      | 84110 | Buisson                      | 256                              | 9,49          | 27               | Vaison-la-Romaine                                                                | Carpentras                                       | Vaison Ventoux                            |
| 84023      | 84480 | Buoux                        | 103                              | 17,54         | 6                | Apt Bonnieux                                                                     | Apt                                              | Pays d’Apt-Luberon                        |
| 84024      | 84240 | Cabrières-d’Aigues           | 947                              | 18,96         | 50               | Pertuis                                                                          | Apt                                              | Territoriale Sud-Luberon                  |
| 84025      | 84220 | Cabrières-d’Avignon          | 1741                             | 14,68         | 119              | Cheval-Blanc L’Isle-sur-la-Sorgue                                                | Apt Carpentras                                   | Luberon Monts de Vaucluse                 |
| 84026      | 84160 | Cadenet                      | 4327                             | 25,08         | 173              | Cheval-Blanc Cadenet                                                             | Apt                                              | Territoriale Sud-Luberon                  |
| 84027      | 84860 | Caderousse                   | 2541                             | 32,39         | 78               | Orange Orange-Ouest                                                              | Carpentras Avignon                               | Pays d’Orange en Provence                 |
| 84028      | 84290 | Cairanne                     | 1121                             | 22,51         | 50               | Vaison-la-Romaine                                                                | Carpentras                                       | Vaison Ventoux                            |
| 84029      | 84850 | Camaret-sur-Aigues           | 4549                             | 17,53         | 259              | Vaison-la-Romaine Orange-Est                                                     | Carpentras Avignon                               | Aygues-Ouvèze en Provence                 |
| 84030      | 84330 | Caromb                       | 3469                             | 17,98         | 193              | Monteux Carpentras-Nord                                                          | Carpentras                                       | Ventoux-Comtat-Venaissin                  |
| 84031      | 84200 | Carpentras                   | 30.854                           | 37,92         | 814              | Carpentras Carpentras-Nord Carpentras-Sud                                        | Carpentras                                       | Ventoux-Comtat-Venaissin                  |
| 84032      | 84750 | Caseneuve                    | 519                              | 18,11         | 29               | Apt                                                                              | Apt                                              | Pays d’Apt-Luberon                        |
| 84033      | 84400 | Castellet-en-Luberon         | 114                              | 9,84          | 12               | Apt                                                                              | Apt                                              | Pays d’Apt-Luberon                        |
| 84034      | 84510 | Caumont-sur-Durance          | 5499                             | 18,23         | 302              | Cavaillon                                                                        | Avignon Apt                                      | Grand Avignon                             |
| 84035      | 84300 | Cavaillon                    | 25.890                           | 45,96         | 563              | Cavaillon                                                                        | Apt                                              | Luberon Monts de Vaucluse                 |
| 84036      | 84470 | Châteauneuf-de-Gadagne       | 3495                             | 13,48         | 259              | L’Isle-sur-la-Sorgue                                                             | Avignon                                          | Pays des Sorgues et des Monts de Vaucluse |
| 84037      | 84230 | Châteauneuf-du-Pape          | 2045                             | 25,85         | 79               | Sorgues Orange-Ouest                                                             | Carpentras Avignon                               | Pays d’Orange en Provence                 |
| 84038      | 84460 | Cheval-Blanc                 | 4340                             | 58,56         | 74               | Cheval-Blanc Cavaillon                                                           | Apt                                              | Luberon Monts de Vaucluse                 |
| 84039      | 84350 | Courthézon                   | 6245                             | 32,78         | 191              | Sorgues Bédarrides                                                               | Carpentras Avignon                               | Pays d’Orange en Provence                 |
| 84040      | 84110 | Crestet                      | 418                              | 11,48         | 36               | Vaison-la-Romaine                                                                | Carpentras                                       | Vaison Ventoux                            |
| 84041      | 84410 | Crillon-le-Brave             | 489                              | 7,63          | 64               | Pernes-les-Fontaines Mormoiron                                                   | Carpentras                                       | Ventoux-Comtat-Venaissin                  |
| 84042      | 84160 | Cucuron                      | 1849                             | 32,68         | 57               | Cheval-Blanc Cadenet                                                             | Apt                                              | Territoriale Sud-Luberon                  |
| 84043      | 84320 | Entraigues-sur-la-Sorgue     | 8888                             | 16,57         | 536              | Monteux Carpentras-Sud                                                           | Avignon Carpentras                               | Grand Avignon                             |
| 84044      | 84340 | Entrechaux                   | 1164                             | 14,91         | 78               | Vaison-la-Romaine Malaucène                                                      | Carpentras                                       | Vaison Ventoux                            |
| 84045      | 84110 | Faucon                       | 454                              | 8,65          | 52               | Vaison-la-Romaine                                                                | Carpentras                                       | Vaison Ventoux                            |
| 84046      | 84410 | Flassan                      | 455                              | 20,60         | 22               | Pernes-les-Fontaines Mormoiron                                                   | Carpentras                                       | Ventoux-Comtat-Venaissin                  |
| 84139      | 84800 | Fontaine-de-Vaucluse         | 576                              | 7,14          | 81               | L’Isle-sur-la-Sorgue                                                             | Avignon                                          | Pays des Sorgues et des Monts de Vaucluse |
| 84047      | 84400 | Gargas                       | 3020                             | 14,90         | 203              | Apt                                                                              | Apt                                              | Pays d’Apt-Luberon                        |
| 84048      | 84400 | Gignac                       | 73                               | 8,15          | 9                | Apt                                                                              | Apt                                              | Pays d’Apt-Luberon                        |
| 84049      | 84190 | Gigondas                     | 435                              | 27,14         | 16               | Vaison-la-Romaine Beaumes-de-Venise                                              | Carpentras                                       | Ventoux-Comtat-Venaissin                  |
| 84050      | 84220 | Gordes                       | 1664                             | 48,04         | 35               | Apt Gordes                                                                       | Apt                                              | Luberon Monts de Vaucluse                 |
| 84051      | 84220 | Goult                        | 1067                             | 23,77         | 45               | Apt Gordes                                                                       | Apt                                              | Pays d’Apt-Luberon                        |
| 84052      | 84240 | Grambois                     | 1204                             | 31,20         | 39               | Pertuis                                                                          | Apt                                              | Territoriale Sud-Luberon                  |
| 84053      | 84600 | Grillon                      | 1724                             | 14,92         | 116              | Valréas                                                                          | Carpentras Avignon                               | Enclave des Papes-Pays de Grignan         |
| 84055      | 84450 | Jonquerettes                 | 1597                             | 2,57          | 621              | Le Pontet L’Isle-sur-la-Sorgue                                                   | Avignon                                          | Grand Avignon                             |
| 84056      | 84150 | Jonquières                   | 5213                             | 23,87         | 218              | Sorgues Orange-Est                                                               | Carpentras Avignon                               | Pays d’Orange en Provence                 |
| 84057      | 84220 | Joucas                       | 348                              | 8,29          | 42               | Apt Gordes                                                                       | Apt                                              | Pays d’Apt-Luberon                        |
| 84054      | 84800 | L’Isle-sur-la-Sorgue         | 20.315                           | 44,57         | 456              | L’Isle-sur-la-Sorgue                                                             | Avignon                                          | Pays des Sorgues et des Monts de Vaucluse |
| 84009      | 84240 | La Bastide-des-Jourdans      | 1723                             | 27,74         | 62               | Pertuis                                                                          | Apt                                              | Territoriale Sud-Luberon                  |
| 84010      | 84120 | La Bastidonne                | 914                              | 5,90          | 155              | Pertuis                                                                          | Apt                                              | Territoriale Sud-Luberon                  |
| 84084      | 84240 | La Motte-d’Aigues            | 1418                             | 14,63         | 97               | Pertuis                                                                          | Apt                                              | Territoriale Sud-Luberon                  |
| 84100      | 84190 | La Roque-Alric               | 51                               | 4,87          | 10               | Vaison-la-Romaine Beaumes-de-Venise                                              | Carpentras                                       | Ventoux-Comtat-Venaissin                  |
| 84101      | 84210 | La Roque-sur-Pernes          | 431                              | 11,03         | 39               | Pernes-les-Fontaines                                                             | Carpentras                                       | Ventoux-Comtat-Venaissin                  |
| 84133      | 84240 | La Tour-d’Aigues             | 4375                             | 41,30         | 106              | Pertuis                                                                          | Apt                                              | Territoriale Sud-Luberon                  |
| 84058      | 84480 | Lacoste                      | 453                              | 10,66         | 42               | Apt Bonnieux                                                                     | Apt                                              | Pays d’Apt-Luberon                        |
| 84059      | 84190 | Lafare                       | 127                              | 4,54          | 28               | Vaison-la-Romaine Beaumes-de-Venise                                              | Carpentras                                       | Ventoux-Comtat-Venaissin                  |
| 84060      | 84400 | Lagarde-d’Apt                | 30                               | 21,79         | 1                | Apt                                                                              | Apt                                              | Pays d’Apt-Luberon                        |
| 84061      | 84290 | Lagarde-Paréol               | 321                              | 9,29          | 35               | Bollène                                                                          | Carpentras Avignon                               | Aygues-Ouvèze en Provence                 |
| 84062      | 84800 | Lagnes                       | 1707                             | 16,93         | 101              | Cheval-Blanc L’Isle-sur-la-Sorgue                                                | Apt Carpentras                                   | Luberon Monts de Vaucluse                 |
| 84063      | 84840 | Lamotte-du-Rhône             | 397                              | 11,97         | 33               | Bollène                                                                          | Carpentras Avignon                               | Rhône Lez Provence                        |
| 84064      | 84840 | Lapalud                      | 3831                             | 17,37         | 221              | Bollène                                                                          | Carpentras Avignon                               | Rhône Lez Provence                        |
| 84065      | 84360 | Lauris                       | 3929                             | 21,81         | 180              | Cheval-Blanc Cadenet                                                             | Apt                                              | Luberon Monts de Vaucluse                 |
| 84008      | 84330 | Le Barroux                   | 663                              | 16,04         | 41               | Vaison-la-Romaine Malaucène                                                      | Carpentras                                       | Ventoux-Comtat-Venaissin                  |
| 84011      | 84210 | Le Beaucet                   | 381                              | 9,04          | 42               | Pernes-les-Fontaines                                                             | Carpentras                                       | Ventoux-Comtat-Venaissin                  |
| 84092      | 84130 | Le Pontet                    | 17.985                           | 10,77         | 1670             | Le Pontet Avignon-Nord                                                           | Avignon                                          | Grand Avignon                             |
| 84132      | 84250 | Le Thor                      | 8887                             | 35,53         | 250              | L’Isle-sur-la-Sorgue                                                             | Avignon                                          | Pays des Sorgues et des Monts de Vaucluse |
| 84066      | 84220 | Lioux                        | 287                              | 38,89         | 7                | Apt Gordes                                                                       | Apt                                              | Pays d’Apt-Luberon                        |
| 84067      | 84870 | Loriol-du-Comtat             | 2481                             | 11,29         | 220              | Carpentras Carpentras-Nord                                                       | Carpentras                                       | Ventoux-Comtat-Venaissin                  |
| 84068      | 84160 | Lourmarin                    | 1031                             | 20,18         | 51               | Cheval-Blanc Cadenet                                                             | Apt                                              | Luberon Monts de Vaucluse                 |
| 84069      | 84340 | Malaucène                    | 2759                             | 45,33         | 61               | Vaison-la-Romaine Malaucène                                                      | Carpentras                                       | Ventoux-Comtat-Venaissin                  |
| 84070      | 84570 | Malemort-du-Comtat           | 1952                             | 11,92         | 164              | Pernes-les-Fontaines Mormoiron                                                   | Carpentras                                       | Ventoux-Sud                               |
| 84071      | 84660 | Maubec                       | 1915                             | 9,13          | 210              | Cheval-Blanc Cavaillon                                                           | Apt                                              | Luberon Monts de Vaucluse                 |
| 84072      | 84380 | Mazan                        | 6272                             | 37,92         | 165              | Pernes-les-Fontaines Carpentras-Sud                                              | Carpentras                                       | Ventoux-Comtat-Venaissin                  |
| 84073      | 84560 | Ménerbes                     | 967                              | 30,27         | 32               | Apt Bonnieux                                                                     | Apt                                              | Pays d’Apt-Luberon                        |
| 84074      | 84360 | Mérindol                     | 2273                             | 26,59         | 85               | Cheval-Blanc Cadenet                                                             | Apt                                              | Luberon Monts de Vaucluse                 |
| 84075      | 84570 | Méthamis                     | 453                              | 36,81         | 12               | Pernes-les-Fontaines Mormoiron                                                   | Carpentras                                       | Ventoux-Sud                               |
| 84076      | 84120 | Mirabeau                     | 1434                             | 31,66         | 45               | Pertuis                                                                          | Apt                                              | Territoriale Sud-Luberon                  |
| 84077      | 84330 | Modène                       | 461                              | 4,73          | 97               | Pernes-les-Fontaines Mormoiron                                                   | Carpentras                                       | Ventoux-Comtat-Venaissin                  |
| 84078      | 84430 | Mondragon                    | 3756                             | 40,65         | 92               | Bollène                                                                          | Carpentras Avignon                               | Rhône Lez Provence                        |
| 84079      | 84390 | Monieux                      | 268                              | 47,12         | 6                | Pernes-les-Fontaines Sault                                                       | Carpentras                                       | Ventoux-Sud                               |
| 84080      | 84170 | Monteux                      | 13.159                           | 39,02         | 337              | Monteux Carpentras-Sud                                                           | Carpentras                                       | Les Sorgues du Comtat                     |
| 84081      | 84310 | Morières-lès-Avignon         | 8996                             | 10,35         | 869              | Avignon-3 Avignon-Est                                                            | Avignon                                          | Grand Avignon                             |
| 84082      | 84570 | Mormoiron                    | 1882                             | 25,03         | 75               | Pernes-les-Fontaines Mormoiron                                                   | Carpentras                                       | Ventoux-Sud                               |
| 84083      | 84550 | Mornas                       | 2530                             | 26,09         | 97               | Bollène                                                                          | Carpentras Avignon                               | Rhône Lez Provence                        |
| 84085      | 84220 | Murs                         | 390                              | 31,27         | 12               | Apt Gordes                                                                       | Apt                                              | Pays d’Apt-Luberon                        |
| 84086      | 84580 | Oppède                       | 1285                             | 24,10         | 53               | Apt Bonnieux                                                                     | Apt                                              | Luberon Monts de Vaucluse                 |
| 84087      | 84100 | Orange                       | 29.357                           | 74,20         | 396              | Orange Orange-Est Orange-Ouest                                                   | Carpentras Avignon                               | Pays d’Orange en Provence                 |
| 84088      | 84210 | Pernes-les-Fontaines         | 10.433                           | 51,12         | 204              | Pernes-les-Fontaines                                                             | Carpentras                                       | Les Sorgues du Comtat                     |
| 84089      | 84120 | Pertuis                      | 19.764                           | 66,23         | 298              | Pertuis                                                                          | Apt                                              | Métropole d’Aix-Marseille-Provence        |
| 84090      | 84240 | Peypin-d’Aigues              | 663                              | 17,36         | 38               | Pertuis                                                                          | Apt                                              | Territoriale Sud-Luberon                  |
| 84091      | 84420 | Piolenc                      | 5679                             | 24,80         | 229              | Orange Orange-Ouest                                                              | Carpentras Avignon                               | Aygues-Ouvèze en Provence                 |
| 84093      | 84360 | Puget                        | 881                              | 17,90         | 49               | Cheval-Blanc Cadenet                                                             | Apt                                              | Luberon Monts de Vaucluse                 |
| 84094      | 84110 | Puyméras                     | 584                              | 14,59         | 40               | Vaison-la-Romaine                                                                | Carpentras                                       | Vaison Ventoux                            |
| 84095      | 84160 | Puyvert                      | 842                              | 9,78          | 86               | Cheval-Blanc Cadenet                                                             | Apt                                              | Luberon Monts de Vaucluse                 |
| 84096      | 84110 | Rasteau                      | 791                              | 18,81         | 42               | Vaison-la-Romaine                                                                | Carpentras                                       | Vaison Ventoux                            |
| 84097      | 84600 | Richerenches                 | 539                              | 10,96         | 49               | Valréas                                                                          | Carpentras Avignon                               | Enclave des Papes-Pays de Grignan         |
| 84098      | 84110 | Roaix                        | 622                              | 5,83          | 107              | Vaison-la-Romaine                                                                | Carpentras                                       | Vaison Ventoux                            |
| 84099      | 84440 | Robion                       | 4803                             | 17,70         | 271              | Cheval-Blanc Cavaillon                                                           | Apt                                              | Luberon Monts de Vaucluse                 |
| 84102      | 84220 | Roussillon                   | 1318                             | 29,77         | 44               | Apt Gordes                                                                       | Apt                                              | Pays d’Apt-Luberon                        |
| 84103      | 84400 | Rustrel                      | 682                              | 28,26         | 24               | Apt                                                                              | Apt                                              | Pays d’Apt-Luberon                        |
| 84104      | 84110 | Sablet                       | 1433                             | 11,10         | 129              | Vaison-la-Romaine Beaumes-de-Venise                                              | Carpentras                                       | Vaison Ventoux                            |
| 84105      | 84400 | Saignon                      | 922                              | 19,60         | 47               | Apt                                                                              | Apt                                              | Pays d’Apt-Luberon                        |
| 84107      | 84390 | Saint-Christol               | 1416                             | 46,08         | 31               | Pernes-les-Fontaines Sault                                                       | Carpentras                                       | Ventoux-Sud                               |
| 84108      | 84210 | Saint-Didier                 | 2192                             | 3,62          | 606              | Pernes-les-Fontaines                                                             | Carpentras                                       | Ventoux-Comtat-Venaissin                  |
| 84106      | 84290 | Sainte-Cécile-les-Vignes     | 2639                             | 19,82         | 133              | Bollène                                                                          | Carpentras Avignon                               | Aygues-Ouvèze en Provence                 |
| 84109      | 84330 | Saint-Hippolyte-le-Graveyron | 170                              | 4,94          | 34               | Monteux Carpentras-Nord                                                          | Carpentras                                       | Ventoux-Comtat-Venaissin                  |
| 84110      | 84390 | Saint-Léger-du-Ventoux       | 27                               | 19,29         | 1                | Vaison-la-Romaine Malaucène                                                      | Carpentras                                       | Vaison Ventoux                            |
| 84111      | 84110 | Saint-Marcellin-lès-Vaison   | 335                              | 3,56          | 94               | Vaison-la-Romaine                                                                | Carpentras                                       | Vaison Ventoux                            |
| 84112      | 84750 | Saint-Martin-de-Castillon    | 695                              | 38,21         | 18               | Apt                                                                              | Apt                                              | Pays d’Apt-Luberon                        |
| 84113      | 84760 | Saint-Martin-de-la-Brasque   | 811                              | 5,64          | 144              | Pertuis                                                                          | Apt                                              | Territoriale Sud-Luberon                  |
| 84114      | 84220 | Saint-Pantaléon              | 207                              | 0,78          | 265              | Apt Gordes                                                                       | Apt                                              | Pays d’Apt-Luberon                        |
| 84115      | 84330 | Saint-Pierre-de-Vassols      | 504                              | 4,93          | 102              | Pernes-les-Fontaines Mormoiron                                                   | Carpentras                                       | Ventoux-Comtat-Venaissin                  |
| 84116      | 84110 | Saint-Romain-en-Viennois     | 860                              | 9,00          | 96               | Vaison-la-Romaine                                                                | Carpentras                                       | Vaison Ventoux                            |
| 84117      | 84290 | Saint-Roman-de-Malegarde     | 339                              | 8,21          | 41               | Vaison-la-Romaine                                                                | Carpentras                                       | Vaison Ventoux                            |
| 84118      | 84490 | Saint-Saturnin-lès-Apt       | 2986                             | 75,79         | 39               | Apt                                                                              | Apt                                              | Pays d’Apt-Luberon                        |
| 84119      | 84450 | Saint-Saturnin-lès-Avignon   | 5211                             | 6,25          | 834              | Le Pontet L’Isle-sur-la-Sorgue                                                   | Avignon                                          | Grand Avignon                             |
| 84120      | 84390 | Saint-Trinit                 | 120                              | 16,66         | 7                | Pernes-les-Fontaines Sault                                                       | Carpentras                                       | Ventoux-Sud                               |
| 84121      | 84240 | Sannes                       | 292                              | 4,60          | 63               | Pertuis                                                                          | Apt                                              | Territoriale Sud-Luberon                  |
| 84122      | 84260 | Sarrians                     | 5834                             | 37,49         | 156              | Monteux Carpentras-Nord                                                          | Carpentras                                       | Ventoux-Comtat-Venaissin                  |
| 84123      | 84390 | Sault                        | 1348                             | 111,15        | 12               | Pernes-les-Fontaines Sault                                                       | Carpentras                                       | Ventoux-Sud                               |
| 84124      | 84800 | Saumane-de-Vaucluse          | 890                              | 20,81         | 43               | L’Isle-sur-la-Sorgue                                                             | Avignon                                          | Pays des Sorgues et des Monts de Vaucluse |
| 84125      | 84390 | Savoillan                    | 74                               | 8,81          | 8                | Vaison-la-Romaine Malaucène                                                      | Carpentras                                       | Vaison Ventoux                            |
| 84126      | 84110 | Séguret                      | 773                              | 21,04         | 37               | Vaison-la-Romaine                                                                | Carpentras                                       | Vaison Ventoux                            |
| 84127      | 84830 | Sérignan-du-Comtat           | 2896                             | 19,82         | 146              | Bollène Orange-Est                                                               | Carpentras Avignon                               | Aygues-Ouvèze en Provence                 |
| 84128      | 84400 | Sivergues                    | 44                               | 9,39          | 5                | Apt Bonnieux                                                                     | Apt                                              | Pays d’Apt-Luberon                        |
| 84129      | 84700 | Sorgues                      | 19.030                           | 33,40         | 570              | Sorgues Bédarrides                                                               | Avignon                                          | Les Sorgues du Comtat                     |
| 84130      | 84190 | Suzette                      | 111                              | 6,75          | 16               | Vaison-la-Romaine Beaumes-de-Venise                                              | Carpentras                                       | Ventoux-Comtat-Venaissin                  |
| 84131      | 84300 | Taillades                    | 1998                             | 6,86          | 291              | Cheval-Blanc Cavaillon                                                           | Apt                                              | Luberon Monts de Vaucluse                 |
| 84134      | 84850 | Travaillan                   | 721                              | 17,65         | 41               | Vaison-la-Romaine Orange-Est                                                     | Carpentras Avignon                               | Aygues-Ouvèze en Provence                 |
| 84135      | 84100 | Uchaux                       | 1702                             | 18,48         | 92               | Bollène Orange-Est                                                               | Carpentras Avignon                               | Aygues-Ouvèze en Provence                 |
| 84136      | 84190 | Vacqueyras                   | 1192                             | 8,97          | 133              | Vaison-la-Romaine Beaumes-de-Venise                                              | Carpentras                                       | Ventoux-Comtat-Venaissin                  |
| 84137      | 84110 | Vaison-la-Romaine            | 5920                             | 26,99         | 219              | Vaison-la-Romaine                                                                | Carpentras                                       | Vaison Ventoux                            |
| 84138      | 84600 | Valréas                      | 9285                             | 57,97         | 160              | Valréas                                                                          | Carpentras Avignon                               | Enclave des Papes-Pays de Grignan         |
| 84140      | 84160 | Vaugines                     | 556                              | 15,55         | 36               | Cheval-Blanc Cadenet                                                             | Apt                                              | Luberon Monts de Vaucluse                 |
| 84141      | 84270 | Vedène                       | 11.799                           | 11,18         | 1055             | Le Pontet Bédarrides                                                             | Avignon                                          | Grand Avignon                             |
| 84142      | 84740 | Velleron                     | 3138                             | 16,39         | 191              | Le Pontet Pernes-les-Fontaines                                                   | Avignon Carpentras                               | Grand Avignon                             |
| 84143      | 84210 | Venasque                     | 1069                             | 35,01         | 31               | Pernes-les-Fontaines                                                             | Carpentras                                       | Ventoux-Comtat-Venaissin                  |
| 84144      | 84750 | Viens                        | 624                              | 34,59         | 18               | Apt                                                                              | Apt                                              | Pays d’Apt-Luberon                        |
| 84145      | 84400 | Villars                      | 770                              | 30,05         | 26               | Apt                                                                              | Apt                                              | Pays d’Apt-Luberon                        |
| 84146      | 84110 | Villedieu                    | 480                              | 11,38         | 42               | Vaison-la-Romaine                                                                | Carpentras                                       | Vaison Ventoux                            |
| 84147      | 84530 | Villelaure                   | 3395                             | 18,25         | 186              | Pertuis Cadenet                                                                  | Apt                                              | Territoriale Sud-Luberon                  |
| 84148      | 84570 | Villes-sur-Auzon             | 1292                             | 27,08         | 48               | Pernes-les-Fontaines Mormoiron                                                   | Carpentras                                       | Ventoux-Sud                               |
| 84149      | 84150 | Violès                       | 1745                             | 14,79         | 118              | Vaison-la-Romaine Orange-Est                                                     | Carpentras Avignon                               | Aygues-Ouvèze en Provence                 |
| 84150      | 84820 | Visan                        | 1875                             | 41,07         | 46               | Valréas                                                                          | Carpentras Avignon                               | Enclave des Papes-Pays de Grignan         |
| 84151      | 84240 | Vitrolles-en-Lubéron         | 199                              | 16,15         | 12               | Pertuis                                                                          | Apt                                              | Territoriale Sud-Luberon                  |